# Савез комунистичке омладине Југославије
Савез комунистичке омладине Југославије (СКОЈ; словен. Zveza komunistične mladine Jugoslavije (ZKMJ), мкд. Сојуз на комунистичката младина на Југославија (СКМЈ)) је био омладински огранак Комунистичке партије Југославије (КПЈ) од 1919. до 1948. године.
Иако је забрањен само две године од свог оснивања и повремено жестоко прогањан, наставио је са радом у илегали и био је утицајна организација међу револуционарном омладином у Краљевини Југославији, а накнадно је постао важан организатор Народноослободилачке борбе против окупатора и домаћих квислиншких снага. Након Другог светског рата, СКОЈ се ујединио са Уједињеном социјалистичком антифашистичком омладином Југославије (УСАОЈ) и постао шира организација југословенске омладине — Народна омладина Југославије (НОЈ), која је касније постала Савез социјалистичке омладине Југославије (ССОЈ).

## Историја
СКОЈ је основан у Загребу 10. октобра 1919. као политичка организација револуционарне омладине, која је следила политику Социјалистичке радничке партије Југославије (комуниста). У окупљању револуционарне омладине и студената—социјалиста тада се нарочито истакао Сима Миљуш. За првог секретара новоформиране организације био је изабран Драгољуб Миловановић.
Регионални комитети су првобитно били основани, али су укинути 1920. 1921, организација је забрањена заједно са партијом, која је у међувремену променила име у Комунистичка партија Југославије. Два конгреса су тајно одржавана током 1920-их, Други конгрес у јуну 1923, а Трећи конгрес у јуну 1926. СКОЈ је постао и члан Међународне комунистичке омладине.
Између два светска рата, многи чланови организације су убијени од стране власти, заједно са другим комунистима. Међу њима је било и седам секретара СКОЈ: Паја Маргановић, Мијо Орешки, Јанко Мишић, Перо Поповић Ага, Јосип Колумбо, Јосип Дебељак и Златко Шнајдер. Један од секретара СКОЈ-а био је и Иво Лола Рибар. Ипак, организација је наставила да расте. Регионални комитети су поново успостављени 1939, и у предвечерје Другог светског рата, организација је имала 30.000 чланова.
Након што су Силе Осовине окупирале Југославију 1941, СКОЈ је организовао уједињени омладински фронт Антифашистичке омладинске комитете, са циљем борбе против фашизма, који су се на конгресу Антифашистичке омладине Југославије у Бихаћу 1942. ујединили у Уједињени савез антифашистичке омладине Југославије (УСАОЈ). СКОЈ је постао део шире организације, али је наставио да независно делује у њој.

### СКОЈ у Народноослободилачком рату и социјалистичкој револуцији
У развитку СКОЈ у НОР и револуцији 1941—1945. постојала су два периода. Први од устанка 1941. па до краја 1942. и други, од краја 1942 до краја НОР. Посебно значајан био је први период, јер су у њему у основи решени проблеми који су се појављивали на плану организационе изградње, начина организовања активности и обезбеђивања руководеће улоге СКОЈ међу омладином у војсци. У овом периоду превазиђена је организациона збрка у постављању СКОЈ у партизанским јединицама, јер је у почетку постојало низ организационих форми (активи, подактиви, језгра, васпитне групе), које су успоравале развитак СКОЈ, отежавале и кочиле његов рад. У овом периоду је организациона изградња СКОЈ у НОВ и ПОЈ у основи била извршена, а организациони принципи усвојени и у пракси потврђени, примењивани су до краја НОР у постављању и раду СКОЈ у новоформираним јединицама. На плану мобилизације омладине у војне јединице, такође су остварени значајни резултати, нарочито у јесен 1941. и 1942. године и то оног дела младих који су уочи рата и у периоду окупације земље већ били на антифашистичким и прогресивним позицијама.
Други период, чији је почетак обележен Првим антифашистичким конгресом омладине Југославије и саветовањем руководилаца СКОЈ у војсци, децембра 1942, карактерише даља доградња организационе структуре; масовније учешће омладине у оружаној борби и пораст чланова СКОЈ у НОВ и ПОЈ и изван оружаних снага, на ослобођеним и окупираним територијама. Посебно масован прилив омладине у НОВ и ПОЈ био је после капитулације Италије, када су хиљаде младих ступали у оружану борбу.
И поред тога што су чланови СКОЈ давали сталне и немале жртве, јер су се увек налазили у првим борбеним редовима заједно са члановима КПЈ, СКОЈ у НОВ и ПОЈ, са развојем и ширењем народноослободилачке борбе, стално је повећавао бројно стање, захваљујући масовном учешћу младе генерације у активностима НОП и у оружаној борби. Прихваћањем хиљаде младих бораца који су из разних средина и различитих схватања и уверења ступали у појединим фазама НОР у састав оружаних снага, КПЈ и СКОЈ су политичко-идеолошким утицајем, подизањем културног и образовног нивоа и пружањем помоћи у њиховом војном уздизању одлучујуће утицали у развијању и подизању свести младих антифашиста, бораца НОВ и ПОЈ, који су постепено усвајали научни социјализам и борили се младалачким жаром за остварење циљева НОП и постајали чланови СКОЈ и КПЈ.
Сложени и тешки услови у којима је покренут оружани устанак 1941. и вођен НОР у наредном периоду, битно су утицали, уз сталну и активну улогу КПЈ и СКОЈ, на брзо сазревање младих, који су од 18-годишњака за кратко време постајали зрели и одлучни људи, којима су повераване разне војнополитичке дужности. Од неписмених и полуписмених сеоских омладинаца и омладинки, израстали су у току НОР одважни и храбри командири и команданти и способни политички комесари. КПЈ и СКОЈ су у току НОР правилним односом према младим, успели не само да их усмере у правцу активног учешћа у оружаној борби, него да од њих створе одлучне борце за ново, прогресивно, које је било саставни део националноослободилачке борбе народа Југославије. Присуство у оружаним снагама на крају НОР преко 600.000 младих људи и бројне жртве које је у борби против окупатора и домаћих квислинга дала млада генерација, показује да је омладина својом масовношћу и одлучношћу била основна борачка снага из које су израстали руководећи кадрови за нову револуционарну народну војску. Више од трећине целокупног руководећег кадра на крају НОР били су млади људи, радници, сељаци, студенти и ђаци. И поред бројног учешћа омладине у оружаној борби, знатан део остао је по страни покрета, а један део налазио се у саставу квислиншких и контрареволуционарних војних формација, које су се у току НОР бориле заједно са окупаторима против НОВ и ПОЈ. КПЈ и СКОЈ су успели на антифашистичкој, ослободилачкој и револуционарној платформи да остваре оружано јединство антифашистичке омладине, без обзира на националност, социјално порекло, политичку припадност и верска убеђења.
Радом на терену, СКОЈ и омладина из НОВ и ПОЈ за све време НОР, знатно су допринели развитку и активности организација СКОЈ и УСАОЈ-а на терену, повезивању војске и народа, стварању и јачању њиховог јединства, међусобне сарадње и помоћи. Како су се у војним јединицама налазиле најпрогресивније и најбројније снаге тадашњег друштва, нарочито у првим годинама НОР и револуције, оне су одиграле значајну улогу у ширењу идеја ослободилачке борбе и били су они војно-политички колективи, који су захваљујући активностима чланова КПЈ, СКОЈ и војно-политичких руководилаца, сврстали жаришта НОП у местима и крајевима где их до њиховог доласка није било. Војне јединице су одиграле посебно значајну улогу у ширењу народноослободилачке борбе и идеја научног социјализма. Захваљујући њима, визија новог друштва продирала је и у најзабаченија места од Ђевђелије до Триглава. Као покретне јединице, чете, батаљони и бригаде НОВ и ПОЈ, биле су пропагатори и носиоци братства и јединства нација и националности у најтежем периоду њихове историје. С обзиром да се у јединицама НОВ и ПОЈ од јесени 1941, па до краја НОР, у већини налазила омладина, може се рећи, да је она била она снага у тадашњем југословенском друштву која је под руководством КПЈ и СКОЈ брзо схватала и прихватала идеје и стремљења НОП, усвајала их и борила се младалачким жаром и одушевљењем за њихово реализовање унутар оружаних снага и на терену. Посебно су у томе предњачили чланови КПЈ и СКОЈ.
У борбама за време фашистичког десанта на Дрвар 25. маја 1944. херојски су животе положили сви чланови Окружног комитета за Дрвар: Душко Бурсаћ, Душко Бајић, Љубо Боснић, Разија Омановић, Зора Зељковић, Савица Соломун. Најстарији члан руководства имао је само 22 године. Скојевци су храбро пружали двочасовни отпор надмоћнијем непријатељу. Рафали су обасипали зграду, а Немци су прилазили и кроз прозоре убацивали бомбе, које су скојевци враћали назад. Залихе муниције биле су мале, неки су већ били рањени, али отпор није престајао. Седиште Окружног комитета је тако постало једно од најјачих партизанских упоришта у самом граду, а око његове зграде погинуло је око тридесетак немачких војника. Окружни комитет Савеза комунистичке омладине Југославије (СКОЈ) за Дрвар је одликован Орденом народног хероја, 20. маја 1969. године, поводом 25-огодишњице немачког десанта на Дрвар.
Омладински покрет у Југославији у току НОР-а и социјалистичке револуције, афирмисао се као значајни субјект који је активно учествовао у свим делатностима НОП-а и био масовна база на коју су се КПЈ и СКОЈ ослањали у провођењу своје ослободилачке и револуционарне линије. Од уске и претежно кадровске организације какав је СКОЈ био од почетка Другог светског рата, израстао је у току НОР-а и социјалистичке револуције у масовну организацију комунистичке омладине која је постала истински руководилац омладине Југославије. Таквом расту СКОЈ у НОР-у, поред осталог умногоме је допринела КПЈ, која је у раду са омладином по доласку Јосипа Броза Тита за њеног генералног секретара примењивала Лењинове речи да »… безусловно морамо бити за организациону самосталност савеза омладине… јер без потпуне самосталности омладина неће моћи ни да се сама изгради у добре социјалисте ни да се припреми за то да води напред«. Провођење тога става у раду са омладином и пружањем помоћи СКОЈ преко својих најбољих чланова, КПЈ је у току НОР-а подстицала самоиницијативно омладинских маса, које су кроз разноврсне облике активности у оружаним снагама и на терену, израстале у најодлучније борце за остваривање циљева НОП-а. Многи од младих бораца ступили су у оружану борбу као антифашисти без одређеног идеолошког и политичког опредељења или су раније били под утицајем разних грађанских омладинских организација, а из НОР-а су изашли са комунистичким убеђењима као чланови КПЈ или СКОЈ. Учењем омладине у комунистичком духу, СКОЈ и поред осетних жртава које је давао у ослободилачком рату перманентно увећавао своје чланство. На почетку оружаних устанака 1941. године СКОЈ је имао око 35.000 чланова, а из НОР-а изашао као масовна организација са око 150.000 чланова, од којих је у НОВ и ПОЈ било око 70.000.
Ако се има у виду да је у оружаној борби 1941—1945. године погинуло преко 100.000 чланова СКОЈ и да је исто толико примљено у КПЈ, онда произлази да је кроз СКОЈ у току НОР-а и социјалистичке револуције прошло близу 400.000 омладинаца.
Осим масовног учешћа у НОР-у, око 1.500.000 младих људи и девојака из разних слојева друштва били су на крају НОР-а и социјалистичке револуције чланови Уједињеног савеза антифашистичке омладине Југославије (УСАОЈ), у којој је СКОЈ као њен саставни део био руководећа и усмеравајућа снага. То показује да је КПЈ уз помоћ СКОЈ освојила симпатије и позиције и изван граница традиционалних класних структура.

### Одликовања
За осведочена херојска дела и испољени масовни хероизам чланова СКОЈ у рату Президијум Народне скупштине ФНР Југославије указом одликовао је октобра 1948. године СКОЈ Орденом народног хероја.

### Престанак постојања СКОЈ
Године 1948. СКОЈ и Народна омладина Југославије (НОЈ) су се ујединили у једну организацију, која је наставила да користи име Народне омладине Југославије а СКОЈ је практично престао да постоји утопљен у НОЈ. НОЈ је касније променио име у Савез социјалистичке омладине Југославије који се распао заједно са Југославијом почетком 1990- их.

### Касније организације
У мају 1946, УСАОЈ је променио име у Народну омладину Југославије (НОЈ), и 1948. СКОЈ и НОЈ су се ујединили у једну организацију, која је наставила да користи име Народне омладине Југославије, а употреба имена СКОЈ је прекинута.
НОЈ је касније променио име у Савез социјалистичке омладине Југославије. Савез се распао заједно са Југославијом почетком 1990-их. Словеначки одбор се трансформисао у Либерално-демократску странку Словеније, једну од већих словеначких странака.
Нова комунистичка партија Југославије иницирала је 1992. године оснивање Савеза комунистичке омладине Југославије. Оснивачки конгрес одржан је 25. јануара 1992. године у Београду. Члан је Светске федерације демократске омладине. Делује на територији Србије, Црне Горе и Републике Српске.

## Конгреси и конференције СКОЈ

### Оснивачка конфернција
СКОЈ — револуционарна политичка организација комунистичке омладине Југославије основан је 10. октобра 1919. године на конференцији одржаној у Загребу у присуству око 50 делегата комунистичких омладинских организација из целе земље. На конференцији је изабран привремени Централни одбор са седиштем у Загребу.
У Бечу је, на иницијативу СКОЈ, од 16. до 17. маја 1920. илегално одржана Прва интернационална конференција комунистичких омладинских организација југоисточне Европе.

### Први конгрес
У Београду је од 10. до 14. јуна 1920. године одржан Први конгрес СКОЈ. Конгресу су присуствовали представници организација из Србије, Хрватске, Словеније, Босне и Херцеговине, Војводине и Славоније у име 3000 чланова. После Конгреса — јула месеца СКОЈ је нарастао на око 8000 чланова.

### Прва земаљска конференција
На Рожнику код Љубљане је од 20. до 22. августа 1922. године одржана Прва конференција СКОЈ. Конференцији је присуствовало 17 делегата и представник Извршног одбора КПЈ. Конференција је истакла борбу СКОЈ за побољшање економског положаја радничке омладине и за њена политичка права.

### Други конгрес
У Гуштању је од 24. до 26. јуна 1923. године одржан Други конгрес СКОЈ. Због фракционашке борбе у КПЈ, Конгрес је поклонио посебну пажњу стању у КПЈ. Конгрес у Гуштању усвојио је и више резолуција: о раду на селу, о просветном раду СКОЈ, о економској борби радничке омладине. На овом Конгресу је донет нови Статут и одлучено да се СКОЈ не меша у фракцијске борбе унутар КПЈ. Чланство СКОЈ тада је било позвано да се посвети раду у легалним организацијама, као и да ради на формирању легалних организација Савеза радничке омладине Југославије (СРОЈ).

### Трећи конгрес
У Равнама (близу Гуштања) 30. јуна 1926. године одржан је Трећи конгрес СКОЈ. Конгрес је поставио задатке: да се СКОЈ реорганизује на предузетном принципу (с ћелијама по подружницама) да ствара организације на селу и међу интелектуалном омладином, да се политички активира у борби против власти буржоазије и реакционарне политике владајућег режима, да се поведе борба за економска права радничке омладине и ради на идеолошкој изградњи кадрова и др.

### Четврта земаљска конференција
У Љубљани је 5. септембра 1934. године одржана Четврта конференција СКОЈ. Конференција је изабрала нови ЦК СКОЈ с Борисом Кидричем на Челу и делегацију за Шести конгрес Комунистичке омладинске интернационале.

### Шеста земаљска конференција
У Загребу је од 8. до 10. септембра 1940. године у илегалности одржана Шеста земаљска конференција СКОЈ. Конференцији је присуствовало 30 делегата из свих крајева земље.

## Истакнуте личности
- Јосип Адамић
- Јожа Влаховић
- Маријана Грегоран
- Јосип Дебељак
- Ратко Дугоњић
- Борис Кидрич
- Јосип Колумбо
- Славко Комар
- Павле Паја Маргановић
- Милош Матијевић
- Јанко Мишић
- Мијо Орешки
- Перо Поповић Ага
- Иво Лола Рибар
- Стјепан Цвијић
- Златко Шнајдер